# Maggie MacNeal
Maggie MacNeal (neerlandès: Sjoukje L. van 't Spijker)  (Tilburg i Brabant del Nord, 5 de maig de 1950) és una cantant neerlandesa.

## Carrera
Començà la seva carrera com a solista i després d'enregistrar I heard it through the grapevine el 1971, formà un duo amb Willem Duyn, que es deia Mouth & MacNeal. Després de separar-se formà el seu propi grup el 1975 amb el seu marit Frans Smit (bateria), Adri de Hont (guitarra), Ben Vermeulen i Wil de Meyer (baixos). El 1977, els membres eren: Smit, Jons Pistoor, Lex Bolderdijk i Robert Verwey (baixos).
El 2000, esdevé membre de Dutch Divas, juntament amb Marga Bult. El 2008, tornà a formar el duo Mouth & MacNeal amb Arie Ribbens substituint Willem Duyn, mort el 2004.

## Festival d'Eurovisió
Maggie MacNeal participà dues vegades en el Festival de la Cançó d'Eurovisió, representant els Països Baixos. La primera quan formava part del duo Mouth & MacNeal participant al Festival de la Cançó d'Eurovisió 1974 assolint el tercer lloc, darrere d'ABBA i Gigliola Cinquetti amb la cançó «I See a Star», que fou número 1 a les llistes d'Irlanda. La segona vegada en solitari en el Festival de la Cançó d'Eurovisió 1980 amb la cançó «Amsterdam», que assolí la cinquena posició amb 93 punts.
Actualment viu a Hengelo amb el seu segon marit Klaus Metternich.